# Sarah Young (Seglerin)
Sarah Young (* August 1975 in London; † 1. April 2016 im Pazifischen Ozean) war eine britische Seglerin und Unternehmerin, die 2015/16 am Clipper Round the World Yacht Race teilnahm. Nachdem am 5. September 2015 ihr Teamkollege Andrew Ashman auf derselben Yacht von einem Segel erschlagen worden war, stürzte Young am 1. April 2016 bei Schlechtwetter von einer Welle getroffen über Bord und ertrank im Pazifischen Ozean.

## Leben und Karriere
Als Sarah Elizabeth Mcewan Young im Londoner Stadtbezirk Islington als Einzelkind geboren, studierte sie später Psychologie an der University of Leeds und lebte im Londoner Stadtteil Highbury.
Mit Raleigh International, einer britischen Nichtregierungsorganisation (NGO) für nachhaltige Entwicklung ländlicher Kommunen in Entwicklungsländern, ging sie 2008 bis 2009 als ehrenamtliche Helferin („Volunteer Manager“) nach Borneo.
Am 1. Februar 2012 gründete sie die Personal-Lifestyle-Firma Bespoke Establishment Ltd im Londoner Stadtteil Holloway und führte diese bis zu ihrem Tod als Company Director.
Die erfahrene Seglerin, die bereits an mehreren Großveranstaltungen teilgenommen hatte, startete am 30. August 2015 von den Londoner St Katharine Docks bzw. einen Tag später vor der Küste von Southend-on-Sea ins Clipper Round the World Yacht Race der Saison 2015/16. Das Rennen, das mit zwölf verschiedenen Yachten begann, wurde noch in der ersten Etappe durch den plötzlichen Tod von Youngs Teamkollegen Andrew Ashman überschattet, der, als auch Sarah Young an Deck der Yacht war, am 5. September 2015 von einem Segel bewusstlos geschlagen wurde und noch an Bord seinen Kopfverletzungen erlag. Die Besatzung setzte daraufhin das Rennen auf der IchorCoal fort. Sarah Young hatte danach eine schwierige Zeit, da unter anderem ihr Weggefährte Jim das Boot wegen gesundheitlicher Probleme verlassen musste und auch ihre Mutter zuhause in Großbritannien schwer krank war. Als ihre Mutter ihrer Krankheit erlegen war, kehrte Young nach einem Landgang im australischen Albany kurzzeitig in ihre Heimat zurück, um dem Begräbnis ihrer Mutter beizuwohnen.
Für die Strecke von den Whitsunday Islands bis nach Đà Nẵng war Young wieder an Bord der IchorCoal. Am 1. April 2016 wurde sie gegen 22:30 Uhr Ortszeit nach dem Segel reffen bei Windgeschwindigkeiten zwischen 35 und 40 Knoten (ca. 65–74 km/h oder Windstärke 8 „stürmischer Wind“) unangeleint im Cockpit von zwei Wellen getroffen, stürzte ins Meer und ertrank. Nachdem ihr Leichnam eine Stunde später geborgen worden war, wurde sie zwei Tage später von der Besatzung zur See bestattet. Gründe für die Seebestattung waren das zu diesem Zeitpunkt raue Wetter und Position der Yacht weitab von Land. Denn nachdem die Crew am 21. März in Qingdao gestartet war, hatte sie noch einen Weg von 3242 Meilen bis nach Seattle vor sich, so dass der Leichnam fast zwei Wochen lang an Bord hätte aufbewahrt werden müssen. Es waren die ersten beiden Todesfälle bei dem 1995 von Robin Knox-Johnston eingeführten Rennen.